# Henri Desgrange

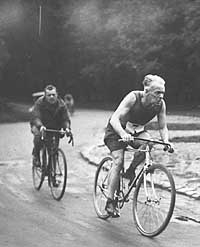
Henri Desgrange (vorne) im Jahr 1936

Henri Desgrange (* 31. Januar 1865 in Paris; † 16. August 1940 in Beauvallon) war Herausgeber der französischen Sportzeitung L’Auto und Begründer der Tour de France.

## Der Bahnradfahrer
Desgrange war ein sehr guter Bahnradfahrer und erster französischer Meister der Straßenfahrer. Er selbst konnte sich aber nicht vorstellen, dass der Straßenradsport, also „im Freien“ auf der Landstraße, ein großer Erfolg werden würde. Daher konzentrierte er sich voll und ganz auf die Bahn. Im Alter zwischen 20 und 30 Jahren stellte er elf verschiedene Rekorde auf, darunter auch den ersten Stundenweltrekord (1893).

## Gründung von L’Auto
Er war zunächst als Notarschreiber tätig, wollte aber unbedingt Journalist werden. Noch als aktiver Bahnfahrer arbeitete er bereits für verschiedene Zeitungen, ehe er den Journalismus zu seinem Beruf machte.
Desgrange, der auch mit Albert Champion befreundet war, leitete danach die Radrennbahn Parc des Princes in Paris und arbeitete bei verschiedenen Tageszeitungen als Journalist, ehe er bei der Sportzeitschrift L’Auto Velo als Chefredakteur anfing. Initiiert wurde die Zeitschrift von einer Gruppe Industrieller um den Grafen de Dion, André und Edouard Michelin und Adolphe Clément, die eine politische Parteinahme der bisher größten französischen Sportzeitung Le Vélo auf Seiten des angeklagten jüdischen Hauptmanns Alfred Dreyfus nicht mit ihren Werbeaufträgen unterstützen wollten. Vorgeschlagen wurde Desgrange von Clément. Die erste Ausgabe erschien am 16. Oktober 1900 und enthielt ein Versprechen Desgranges, dass in diesem neuen Blatt nie die Rede von Politik sein sollte. Er hielt sein Wort bis zum Ausbruch des Ersten Weltkriegs. Allerdings musste der Name der Zeitung bereits kurz nach der Gründung aufgrund einer erfolgreichen Plagiatsklage Pierre Giffards in L’Auto umbenannt werden. Später wirkte Desgrange auch als Herausgeber der Zeitung.
Im Zuge der Befreiung Frankreichs von der deutschen Besatzung wurde L’Auto schließlich am 17. August 1944 aufgrund ihrer Kollaboration mit den deutschen Besatzern verboten. 1946 wurde als journalistischer Nachfolgetitel die Sportzeitung L’Équipe mit Jacques Goddet als Leiter und vielen weiteren ehemaligen L’Auto-Journalisten gegründet. Ab 1947 richtete diese Zeitschrift dann auch wieder die Tour de France aus.

## Das größte Radrennen der Welt
Desgrange sah sich gezwungen, in Konkurrenz zu Giffards Le Vélo eine Sensation anzupreisen. Am 19. Januar 1903 kündigte L’Auto daher mit der Tour de France das erste Etappenrennen der Welt über einen ganzen Monat an, womit die erste der drei Grand Tours des Radsports begründet worden war. Die Grande Boucle [gʀɑ̃dˈbukl] (französisch für Große Schleife) oder nur Le Tour [ləˈtuːʀ] (französisch für Die Tour) genannte Rundfahrt wurde im Laufe der Zeit zu einem der wichtigsten Sportereignisse. Fortwährend leitete Desgrange als Organisator die Rundfahrt. Der gestrenge „Patron“ war bei den Rennfahrern respektiert und galt als fairer Sportsmann. 1930 änderte er nach einem Konflikt mit den Fabrikmannschaften das Reglement so, das nicht mehr Radsportteams, sondern Nationalmannschaften die Tour bestritten. Dies wurde erst 1962 wieder geändert.

## Radmarathon als Breitensport
Im Jahr 1904 gründete Desgrange die Union des Audax in Frankreich und organisierte somit den Radmarathon auch als Breitensport für Amateure. Während früher das Fahren mit freier Wahl der Geschwindigkeit propagiert wurde, werden Audax-Fahrten seit 1931 im geschlossenen Verband durchgeführt. Die höchste Auszeichnung ist der Aigle d’Or (goldener Adler), den man nach erfolgreicher Teilnahme am 1200 km langen Audax Paris-Brest-Paris erlangen kann, der nur alle fünf Jahre stattfindet.

## Ehrungen
Zu seinen Ehren wurde am Nordhang des Galibierpasses ein Denkmal errichtet.

## Die Tour nach Desgrange
Henri Desgrange leitete die Tour de France bis 1939. Ihm folgten:
- 1947–1961: Jacques Goddet
- 1962–1986: Jacques Goddet und Félix Lévitan
- 1987: Jean-François Naquet-Radiguet und Xavier Louy
- 1988: Jean-Pierre Courcol und Xavier Louy
- 1989–1993: Jean-Pierre Carenso und Jean-Marie Leblanc
- 1994–2000: Jean-Claude Killy und Jean-Marie Leblanc
- 2001–2004: Patrice Clerc und Jean-Marie Leblanc
- 2005–2006: Jean-Marie Leblanc und Christian Prudhomme
- seit 2006: Christian Prudhomme